# ニューラル・インパルス・アクチュエーター
ニューラル・インパルス・アクチュエーター（Neural Impulse Actuator、NIA）は、OCZテクノロジーが開発したブレイン・コンピュータ・インタフェース（BCI）デバイスである。BCIデバイスの試みは、キーボードとマウスのような伝統的入力デバイスから離れて代わりに頭のとりわけEEGから電気的活動を読み取ることである。ニューラル・インパルス・アクチュエーターの名は、信号がニューロンの活動に由来することを暗に意味する。しかしながら、実際に捉えるものは筋肉、皮膚、神経の活動の混合であり、交感神経と副交感神経の構成要素を含む純粋な神経信号であるよりむしろ生体潜在能力（Biopotentials）としてまとめられる必要がある。

## 名前
ニューラル・インパルス・アクチュエーターの名はまだ正当であり、二次的な信号もまたニューロンのコントロール下であるということが理由である。生体潜在能力は異なる周波数スペクトラに逆コンパイルされ、その分離を異なる電気的信号の集合体の中に入らせる。隔離された個々の信号はアルファ波とベータ波の脳波、筋電図、電気眼球図で構成される。NIAの現行ヴァージョンはヘッドバンドとセンサーのための基質（Substrate）として軟質プラスティックの中に注入した炭素繊維を利用し、クリップ止めインターフェースをワイヤー器具に利用した初期の塩化銀を基礎にしたセンサーよりはるかに大きい感度を達成する。

## ショートキーシステム
デスクトップまたはゲーム環境のコンピュータ上のコントロールは、連結キーによって異なる領域へ同じく3個のヴァーチャル・ジョイスティックの範囲内で行われる。各ジョイスティックがキーボードキーに結び付けられる範囲内で、各ジョイスティックは閾値と各領域を基本にしたいくつかの領域の中に分割することが可能である。それぞれのキー打ちは、さらにいくつかのモードに分割が可能で、そこには単独のキー打ち、ホールド、リピート、ドゥエルが含まれ、そのドゥエルはNIAの構成に対してどのアプリケーションにも配慮されて充分な可塑性を可能にする。さらに、同様の「垂直ジョイスティック」が利用可能である。事例が一例以上あり、前へのジャンプまたはジグザグのパターンで走るための左右の移動をトグルで切り替える「W」と「スペースバー」のような任意の時点で、複数キーの同時押しを実現する。

## ソフトウェアサポート
公式に利用できる唯一のソフトウェアはプロプライエタリであり、Microsoft Windows（XPとVista）の32ビットと64ビット向けである。
仕様は何も公開されていない。そのデバイスをユニックスのようなプラットフォームで利用する、または他の理由でそれ用の自身のソフトウェアを作成するつもりの人々は、それはセンサーからソフトウェアへの生データを供給するHIDデバイスであろうと言う。 2009年1月10日の時点で、リナックスのサポートに向けた近い将来の計画は発表されていない。
しかしながら、OCZはリナックスに何らかのサポートができるSDKの発売を計画中である。